# Euragallia furculata
Euragallia furculata är en insektsart som beskrevs av Henry Fairfield Osborn 1923. Euragallia furculata ingår i släktet Euragallia och familjen dvärgstritar. Inga underarter finns listade i Catalogue of Life.